# HMS Lapwing (U62)
Pour les autres navires du même nom, voir HMS Lapwing.
Le HMS Lapwing est un sloop britannique, de la classe Black Swan modifiée, qui participa aux opérations navales contre la Kriegsmarine (marine Allemande) pendant la seconde Guerre mondiale.

## Construction et conception
Le Lapwing est commandé le 27 mars 1941 dans le cadre de programmation de 1940 pour le chantier naval de Scotts Shipbuilding and Engineering Company à Greenock en Ecosse. La pose de la quille est effectuée le 17 décembre 1941, le Lapwing est lancé le 16 juillet 1943 et mis en service le 21 Mar 1944.
Il a été adopté par la communauté civile de Saffron Walden dans l'Essex, dans le cadre de la Warship Week (semaine des navires de guerre) en 1942.
Les sloops de la classe Black Swan ont fait l'objet de nombreuses modifications au cours du processus de construction, à tel point que la conception a été révisée, les navires ultérieurs (du programme de 1941 et suivants) étant décrits comme la classe Black Swan modifiée. Bien qu'il ait été fixé selon la conception originale, elle a été achevée plus tard que certains des navires de classe modifiés, et avec les modifications apportées lors de sa construction, il était impossible de les distinguer des navires modifiés de Black Swan.
La classe Black Swan modifiée était une version élargie et mieux armé pour la lutte anti-sous-marine de la classe Black Swan, elle-même dérivée des sloops antérieurs de la classe Egret. L'armement principal se composait de six canons antiaériens QF 4 pouces Mk XVI dans trois tourelles jumelles, de 6 canons jumelés de 20 mm Oerlikon Anti-aérien, de 4 canons de 40 mm pom-pom. L'armement anti-sous-marin se composait de lanceurs de charges de profondeur avec 110 charges de profondeur transportées. Il était aussi équipé d'un mortier Hedgehog anti-sous-marin pour lancer en avant ainsi qu'un équipement radar pour le radar d'alerte de surface type 272, et le radar de contrôle de tir type 285,.

## Historique
Après des essais et sa mise en service opérationnelle en mars 1944 à Tobermory, le Lapwing est nommé pour le service avec 111e Groupe d'escorte basé à Plymouth pour le soutien des débarquements alliés en Normandie dans le cadre de l'opération Neptune.
Puis il est affecté pour ls convois en direction de la Russie dans la baie de Kola.
Dans l'après-midi du 20 mars 1945, l'U-968 attaque le convoi JW65 et signale qu'un destroyer et un Liberty Ship ont coulé et un autre navire Liberty Ship torpillé. En fait, le sloop HMS Lapwing et le navire Liberty Thomas Donaldson ont été coulés. Le HMS Lapwing est torpillé au milieu du navire à 13 h 25 et a coulé 20 minutes plus tard au nord de la Russie au nord de Mourmansk à la position géographique de 69° 26′ N, 33° 44′ E. Il y a 61 survivants mais 158 hommes sont morts.